# Mirrored
Mirrored è l'album di debutto del gruppo musicale sperimentale statunitense Battles per la Warp.

## Il disco
L'album è stato pubblicato il 25 aprile 2007 in Giappone con la bonus track Katoman, 14 maggio 2007 in Gran Bretagna ed il 22 maggio negli Stati Uniti.
Questa è la prima volta che il gruppo aggiunge alle proprie canzoni le parti vocali, a differenze dei precedenti EP che erano completamente strumentali.
Il primo singolo estratto dall'album, Atlas, è stato pubblicato in Gran Bretagna il 2 aprile 2007 ed è stato usato nel gioco Playstation3 LittleBigPlanet, nel livello "The Construction Site". È stato usato, inoltre, nelle serie e programmi televisivi inglesi Skins, Top Gear, Torchwood e da Honda per lo spot di lancio dell'Honda Civic.
Mirrored è apparso nella top 10 dei migliori album del 2007 in molte riviste: 7# posizione per il TIME, 10# posizione per NME, 8# posizione per Pitchfork e The Guardian.

## Tracce
Testi e musiche di Battles.
1. Race: In – 4:50
2. Atlas – 7:07
3. Ddiamondd – 2:33
4. Tonto – 7:43
5. Leyendecker – 2:48
6. Rainbow – 8:11
7. Bad Trails – 5:18
8. Prismism – 0:52
9. Snare Hangar – 1:58
10. Tij – 7:03
11. Race: Out – 3:29
12. Katoman – 2:08 – Bonus track per il mercato giapponese.

Durata totale: 54:00

### Doppio vinile
Lato A
1. Race: In – 4:50
2. Atlas – 7:07
3. Ddiamondd – 2:33

Lato B
1. Tonto – 7:43
2. Leyendecker – 2:48
3. Rainbow – 8:11

Lato C
1. Bad Trails – 5:18
2. Prismism – 0:52
3. Snare Hangar – 1:58

Lato D
1. Tij – 7:03
2. Race: Out – 3:29

## Formazione
- Tyondai Braxton – chitarra, tastiere, voce
- Ian Williams – chitarra, tastiere
- David Konopka – basso, chitarra, effetti
- John Stanier – batteria